# Léon Degrelle
Léon Joseph Marie Ignace Degrelle, född 15 juni 1906 i Bouillon, död 31 mars 1994 i Málaga, Spanien, var en belgisk politiker, journalist och militär. Han grundade och ledde rexistpartiet, som förespråkade klerikal fascism.

## Biografi
Léon Degrelle var äldst av åtta barn i en katolsk familj. Han studerade rättsvetenskap vid Katolska universitetet i Leuven, och arbetade samtidigt som journalist för ungdomstidningen Cahiers de la Jeunesse Catholique. Vid 20 års ålder blev han chef för förlaget Éditions Rex i Leuven. Efter att ha publicerat en uppskattande artikel om den nationalistiske rojalisten Charles Maurras fick Degrelle en del motståndare. Degrelle drogs till den franska integralismen, som förordade att hela samhället skulle omfattas av den katolska tron och läran.
I början av 1930-talet var Degrelle aktiv inom Katolska unionen, och ledde inom partiet den klerikalt fascistiska rexiströrelsen. Efter konflikter med partiledningen inom Katolska unionen uteslöts rexistfalangen 1935, och bildade då ett eget politiskt parti under Degrelle. Rexistpartiet mottog ekonomiskt stöd från Mussolinis Italien och Nazityskland, och fick 11 procent av rösterna i det belgiska valet 1936.
Det folkliga stödet för partiet kom därefter att minska, och partiet intog en alltmer öppet pronazistisk och antisemitisk hållning. Då Nazityskland invaderade Belgien 1940 fängslades Degrelle av den belgiska regeringen, men efter att invasionen fullbordats och Belgien ockuperats frigavs han. Rexistpartiet gav sitt fulla stöd till den tyska krigsinsatsen, och Degrelle föreslog bildandet av belgiska frivilligdivisioner för att delta i operation Barbarossa; dessa initiativ möttes dock inledningsvis med svalt intresse från tyskarna.
Degrelle inträdde i Waffen-SS 1943 och blev befälhavare för 28. SS-Freiwilligen-Grenadier-Division Wallonien, en enhet delvis bildad av vallonska krigsfrivilliga. Enheten sattes in i strid på östfronten. Under kriget uppnådde han tjänstegraden SS-Standartenführer, motsvarande överste, och förärades Riddarkorset av Järnkorset med eklöv 1944. 
Degrelle dömdes av en belgisk domstol till döden i sin frånvaro i december 1944, och fråntogs då sitt belgiska medborgarskap. Efter kriget flydde han till Francos Spanien, där han blev medborgare 1954. Han behöll sin nazistiska övertygelse fram till sin död, och skrev flera böcker där han förnekade Förintelsen.